# Oltenița
Oltenița là một đô thị thuộc hạt Călărași, România. Dân số thời điểm năm 2002 là 27217 người.